# Magnolia annamensis
Espèce
Statut de conservation UICN

 VU B1ab(iii,v) : Vulnérable
Magnolia annamensis est une espèce de plantes à fleurs de la famille des Magnoliaceae. C'est un arbre endémique au Viêt Nam.

## Répartition et habitat
Cette espèce est endémique au sud du Viêt Nam.